# Liste der Premierminister von Papua-Neuguinea
Der Premierminister von Papua-Neuguinea ist laut der Verfassung, Leiter der Regierung und Vorsitzender des Kabinetts von Papua-Neuguinea.

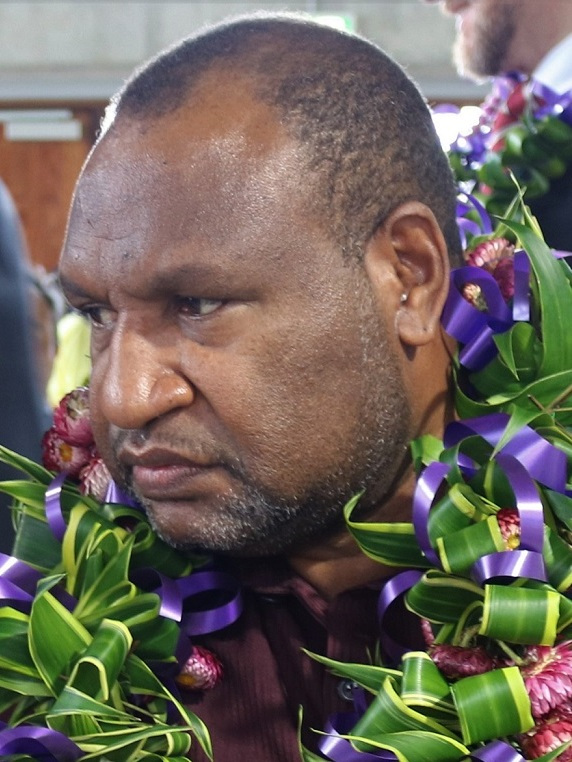
James Marape, aktueller Premierminister von Papua-Neuguinea

| Name                        | Lebenszeit | Amtszeit                           |
| --------------------------- | ---------- | ---------------------------------- |
| Sir Michael Somare          | 1936–2021  | 16. September 1975 – 11. März 1980 |
| Sir Julius Chan             | 1939–2025  | 11. März 1980 – 2. August 1982     |
| Sir Michael Somare          | s. o.      | 2. August 1982 – 21. November 1985 |
| Paias Wingti                | * 1951     | 21. November 1985 – 4. Juli 1988   |
| Rabbie Namaliu              | 1947–2023  | 4. Juli 1988 – 17. Juli 1992       |
| Paias Wingti                | s. o.      | 17. Juli 1992 – 8. September 1994  |
| Sir Julius Chan             | s. o.      | 9. September 1994 – 26. März 1997  |
| John Giheno (kommissarisch) | 1949–2017  | 27. März 1997 – 22. Juli 1997      |
| William Skate               | 1953–2006  | 22. Juli 1997 – 14. Juli 1999      |
| Sir Mekere Morauta          | 1946–2020  | 14. Juli 1999 – 6. August 2002     |
| Sir Michael Somare          | s. o.      | 6. August 2002 – 2. August 2011    |
| Peter O’Neill               | * 1965     | 2. August 2011 – 29. Mai 2019      |
| James Marape                | * 1971     | seit 30. Mai 2019                  |